# Antonella Contestabile
Antonella Contestabile (Napoli, 9 ottobre 1987) è un'ex cestista italiana.
Ala grande di 187 cm, ha giocato con Como, Montichiari e Virtus Spezia in Serie A1.

## Palmarès
- Campionato italiano di Serie A2: 1
Virtus Spezia: 2012-13